# Мандельштам, Максимилиан Эмильевич
Родился в 1896 году, умер в Ленинграде, в 1942, (дата рождения и смерти неизвестна) доктор медицинских наук, профессор Государственного ленинградского педиатрического медицинского института.
Имел братьев, Мандельштам, Мориц Эмильевич (1892—1957), учёный в области кардиологии, заведующий кафедрами пропедевтики и госпитальной терапии Ленинградского педиатрического медицинского института; Александр Эмильевич Мандельштам (1894—1982), гинеколог, заслуженный деятель науки и техники РСФСР.
Женат на Вере Петровне Давыдовой, имел сына, Анатолий Максимилианович Мандельштам
Максимилиан Эмильевич защитил диссертацию на степень доктора медицинских наук в 1924 году по теме: «О связи действия наперстянки и кальция»; защита диссертации — в Государственном Клиническом Институте (б. Еленинский) Усовершенствования врачей, сейчас это Санкт-Петербургская медицинская академия последипломного образования https://w.wiki/7NHn